# La lunga attesa
La lunga attesa (Homecoming) è un film del 1948 diretto da Mervyn LeRoy.

## Trama
Il giovane dottor Johnson è felicemente sposato con Penny, ed è, a dispetto della sua età, primario nell'ospedale in cui lavora. Durante la seconda guerra mondiale parte per l'Africa dove dirige un ospedale. Nella struttura lavora l'infermiera Jane con cui prima ha dei diverbi piuttosto forti e poi se ne innamora corrisposto. Nei tre anni successivi i due non riescono più a incontrarsi, finendo con il rivedersi solo quando lei è in punto di morte. Terminata la guerra e tornato dalla moglie racconta la verità e viene perdonato dalla donna.

## Produzione
Il film venne prodotto dalla Metro-Goldwyn-Mayer (MGM).

## Distribuzione

### Data di uscita
Il film venne distribuito in varie nazioni, fra cui:
- Stati Uniti d'America, Homecoming 29 aprile 1948
- Australia 21 ottobre 1948
- Svezia, Hemkomsten 26 dicembre 1948
- Danimarca, Hjemkomst 24 marzo 1949
- Finlandia, Paluu kotiin 19 agosto 1949
- Austria, Der Mann am Scheidewege  15 agosto 1950
- Germania Ovest, Dr. Johnsons Heimkehr 28 settembre 1951

## Accoglienza

### Critica
Oltre ad una buona regia e interpretazione degli attori la critica risalta la fotografia